# 阿乌利亚乡
阿乌利亚乡，是中华人民共和国新疆维吾尔自治区伊犁哈萨克自治州伊宁县下辖的一个乡镇级行政单位。

## 行政区划
阿乌利亚乡下辖以下地区：
阿乌利亚村、克孜勒布拉克村、库鲁斯台村、哈萨克布力开村和托逊村。